# Valles Calchaquíes

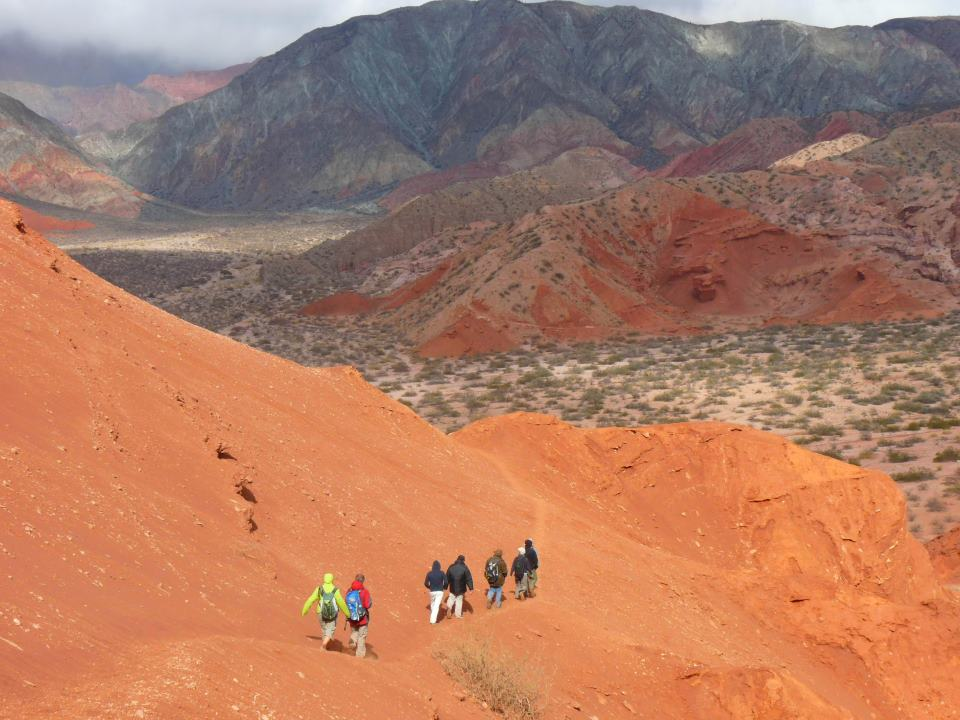
Quebrada las Conchas även känd som Quebrada de Cafayate.

Valles Calchaquíes är ett område i nordöstra Argentina i provinserna Catamarca, Tucumán samt Salta (provins). Den är mest känd för sina färgkontraster och dess unika geografi som sträcker sig från bergsöken till subtropisk skog.
Det finns ett antal dalgångar och floder inom Valles Calchaquíes som har egna namn såsom Quebrada del Toro (Tjurens klyfta), Valle de Lerma (Lermas dal) nära staden Salta, Quebrada de Escoipe som formats av floden Escoipe, Valle Encantado vid foten av Cuesta del Obispo, Quebrada de las Conchas vid floden Conchas nära Cafayate, dalen till floden Santa María och själva floden Calchaquí.
Dessa dalgångar beboddes en gång i tiden av olika stammar. Ruinerna efter stammen Quilmes finns i Tucumán. Andra stammar i området var Calchaquí Tafí och Yokavil (Santa María). Årtionden före den spanska koloniseringen, drabbades befolkningen i området av Inkarikets invasion.
Några av de mest besökta turistmålen i dalen är Tafí del Valle, Cafayate, Molinos, San Carlos, Santa María och Cachí i västra änden av dalen, men även Los Cardones nationalpark och Los Sosa provinspark i Tucumán. På många platser i dalen finns vingårdar, särskilt i området Cafayate.

## Bilder

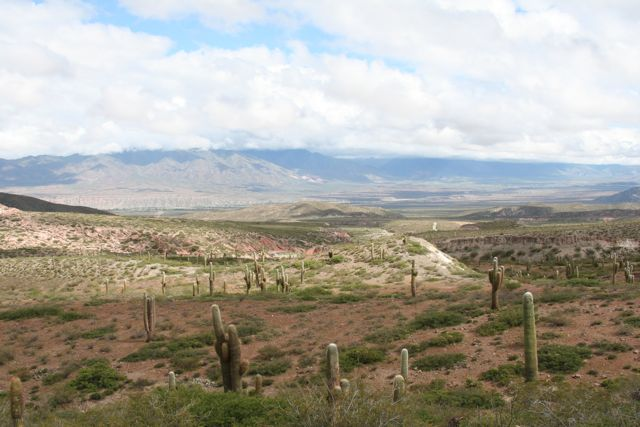
Cachi
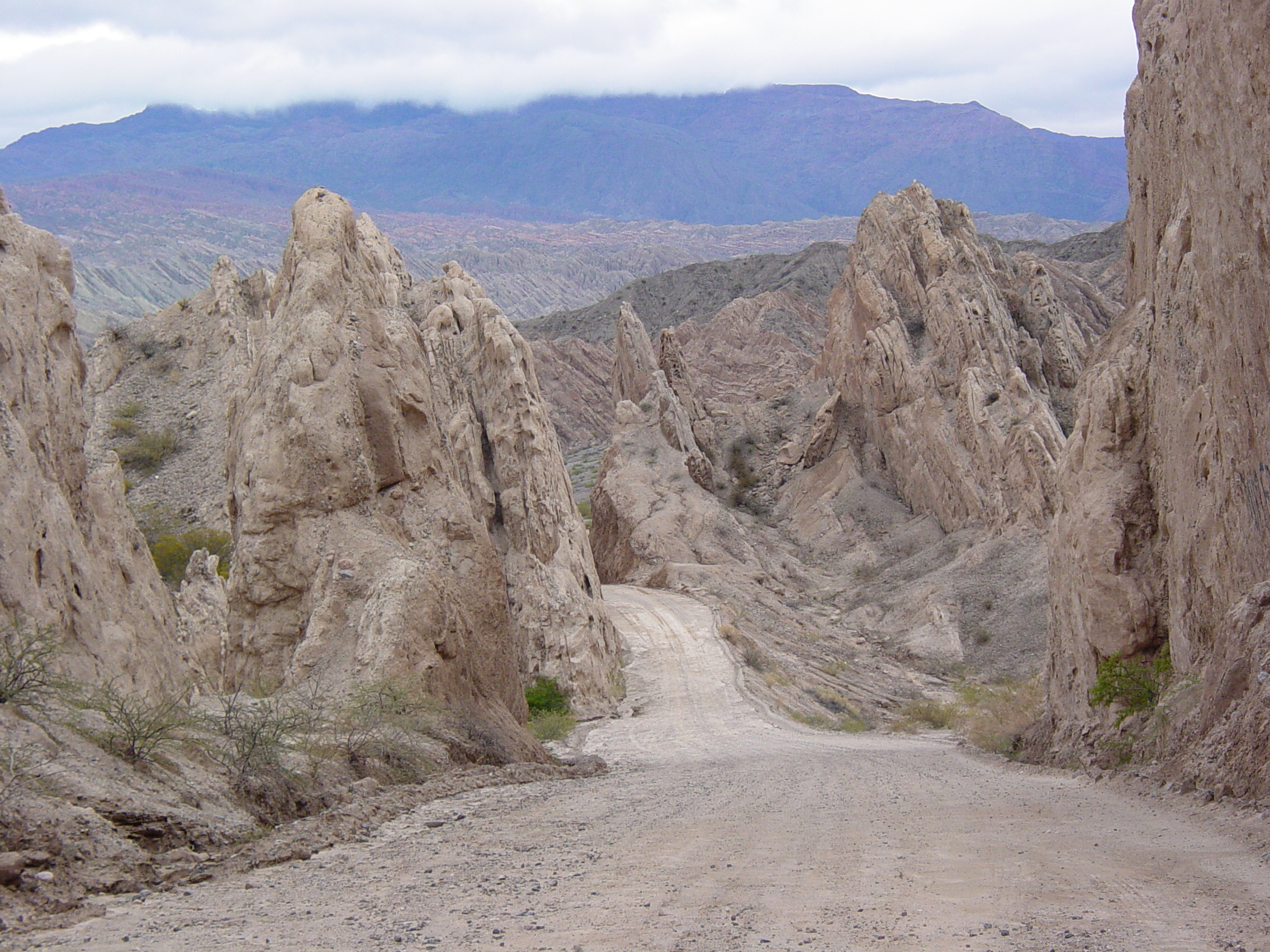
Quebrada de las Flechas
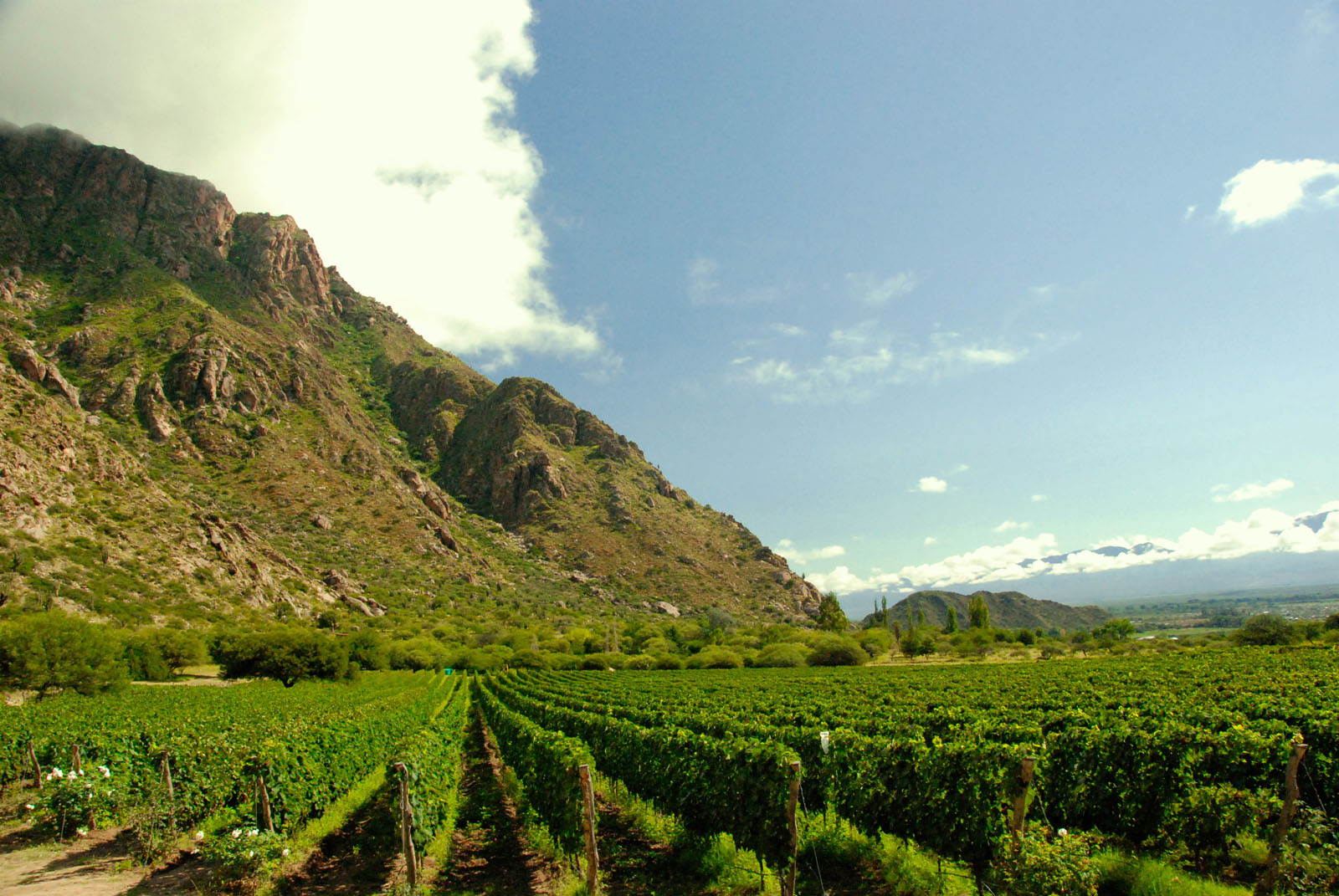
Cafayate
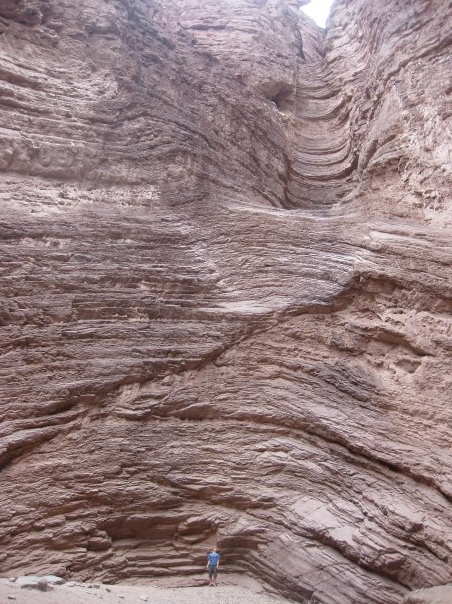
Garganta del Diablo